# Orientalisme prémoderne en France
Pour les articles homonymes, voir Orientalisme (homonymie).
 (septembre 2014).

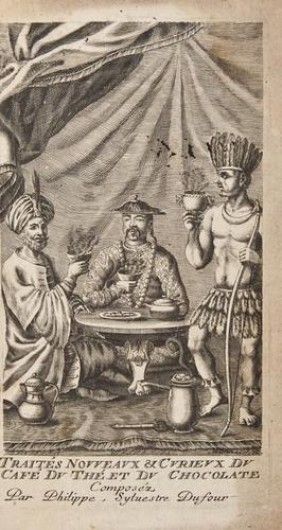
"Traités nouveaux & curieux du café du thé et du chocolate" de Philippe Sylvestre Dufour, 1685.

L’orientalisme prémoderne en France résulte de l’interaction de la France prémoderne avec l’Orient, particulièrement en ce qui concerne l’impact culturel, scientifique, artistique et intellectuel de ces interactions, allant des études orientales dans le domaine universitaire à l’orientalisme à la mode dans les arts décoratifs.

## Étude antérieure des langues orientales
Les premières tentatives afin d’étudier les langues orientales ont été faites par l’Église de Rome, avec la création de la Studia Linguarum pour aider les Dominicains à faire libérer les captifs chrétiens en terre d’Islam. La première école a été créée à Tunis par Raymond Penaforte entre le XIIe et XIIIe siècles. En 1311, le Conseil de Vienne a décidé de créer des écoles d’étude des langues orientales dans les universités de Paris, Bologne, Oxford, Salamanque et Rome.

## Guillaume Postel, le premier orientaliste (1536)

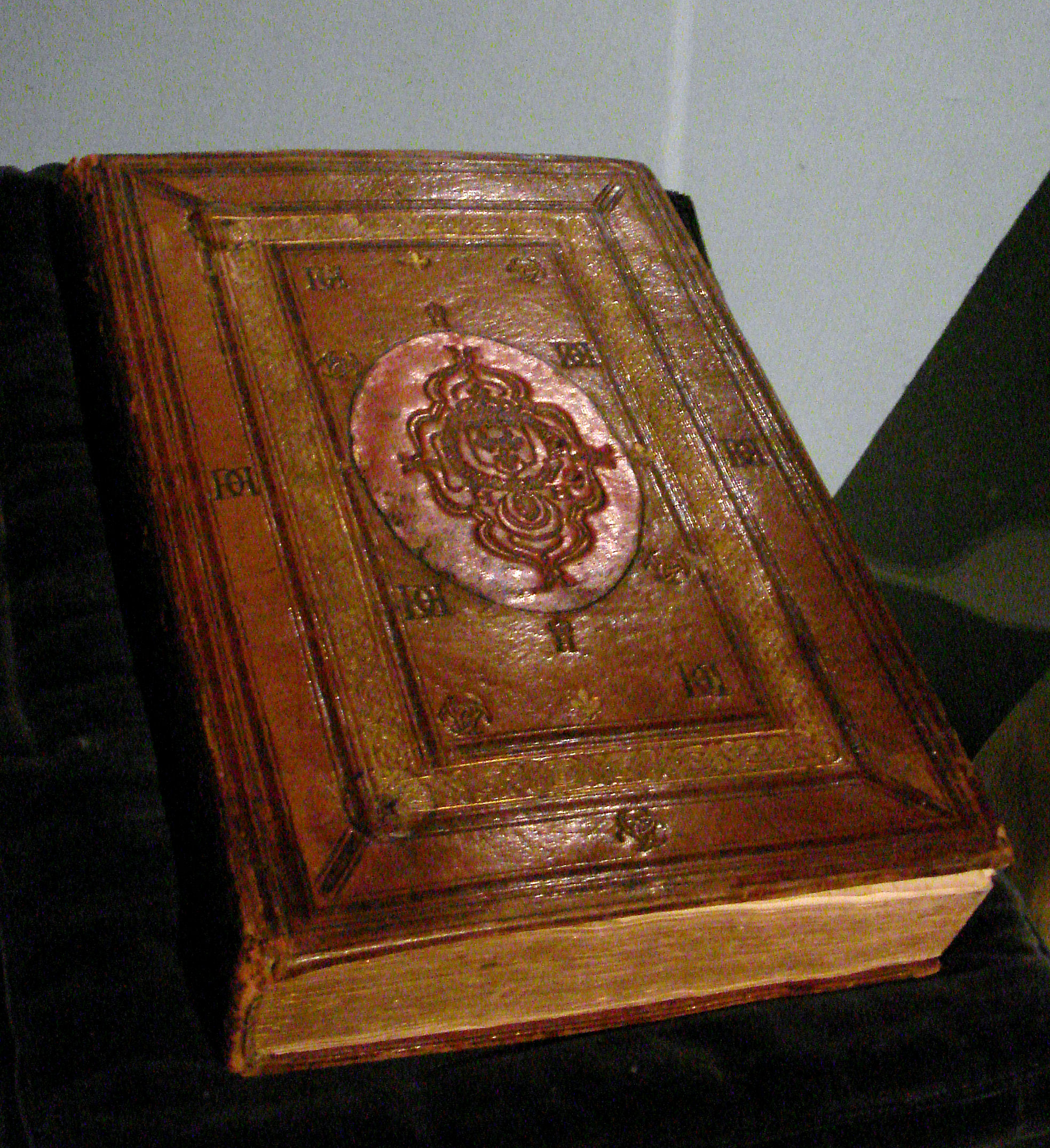
Coran de l’Empire Ottoman, copié vers 1536, relié selon les règlements établis sous François Ier vers 1549, aux armes d’Henri II. Bibliothèque nationale de France.

À partir du XVIe siècle, François Ier recherchant une alliance avec l’Empire ottoman, l’étude des langues et de la culture orientales a progressivement passé de la tutelle religieuse à celle du roi. Bientôt, des ambassades ottomanes se sont rendues en France, l’une en 1533 et l’autre l’année suivante.
Guillaume Postel est devenu le premier orientaliste français après 1536, quand il s’est rendu chez le sultan turc Soliman le Magnifique à Constantinople avec les douze membres de l’ambassade française de Jean de La Forêt. Il en a ramené en France de nombreux ouvrages en arabe, soit religieux ou scientifique (principalement en mathématiques et en médecine).

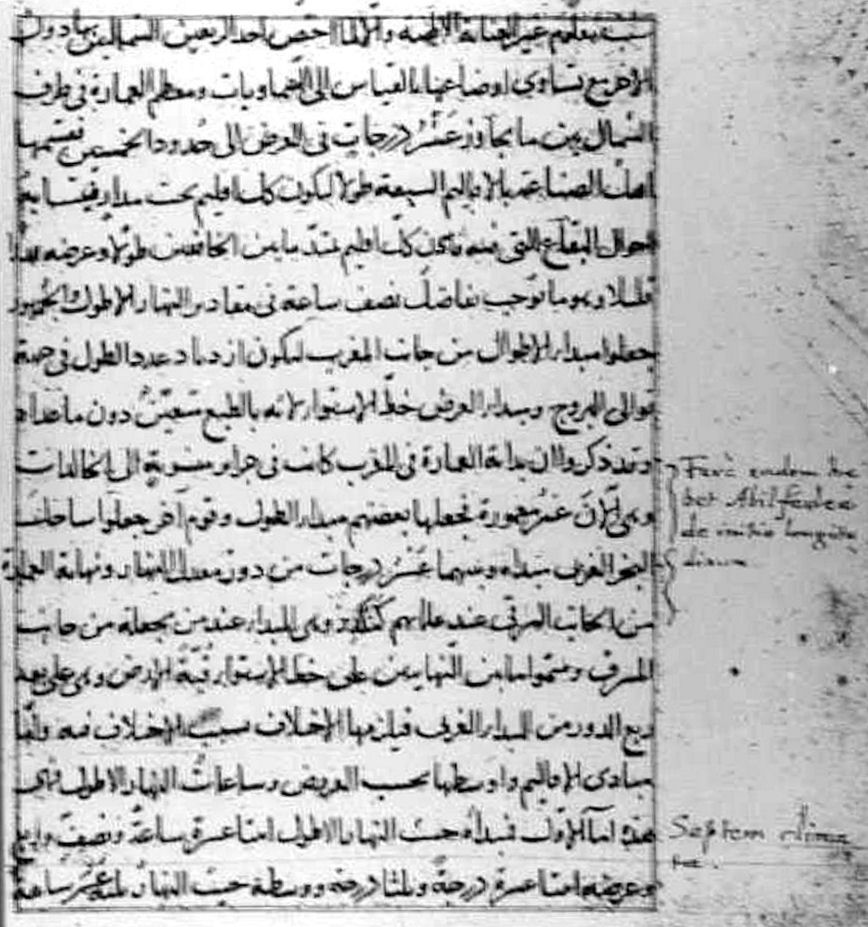
Manuscrit astronomique arabe de Nasir al-Din al-Tusi, annoté par Guillaume Postel.

Les échanges scientifiques auraient eu lieu, lorsque Postel a ramené, annoté et étudié de nombreux ouvrages en arabe, en particulier relatifs à l’astronomie. La transmission des connaissances scientifiques, tels que le théorème de La Hire, peut s’être produite dans de telles occasions, au moment où Copernic formulait ses propres théories astronomiques.
Guillaume Postel imaginait un monde où musulmans, chrétiens et juifs vivraient harmonieusement sous la même règle. Son message, formulé, dans son ouvrage Alcorani seu legis Mahometi et evangelistarum Concordiae liber (1543), deux décennies avant l’universaliste Jean Bodin, affirmait que l’islam n’était qu’une branche du christianisme, une simple hérésie susceptible d’être réintégrée dans le christianisme.
Étudiant également les langues, Postel cherchait à identifier l’origine commune de toutes les langues, avant Babel. Il est devenu professeur de mathématiques et de langues orientales, ainsi que le premier professeur d’arabe, au Collège royal.

## Deuxième ambassade de l’Empire ottoman (1547)

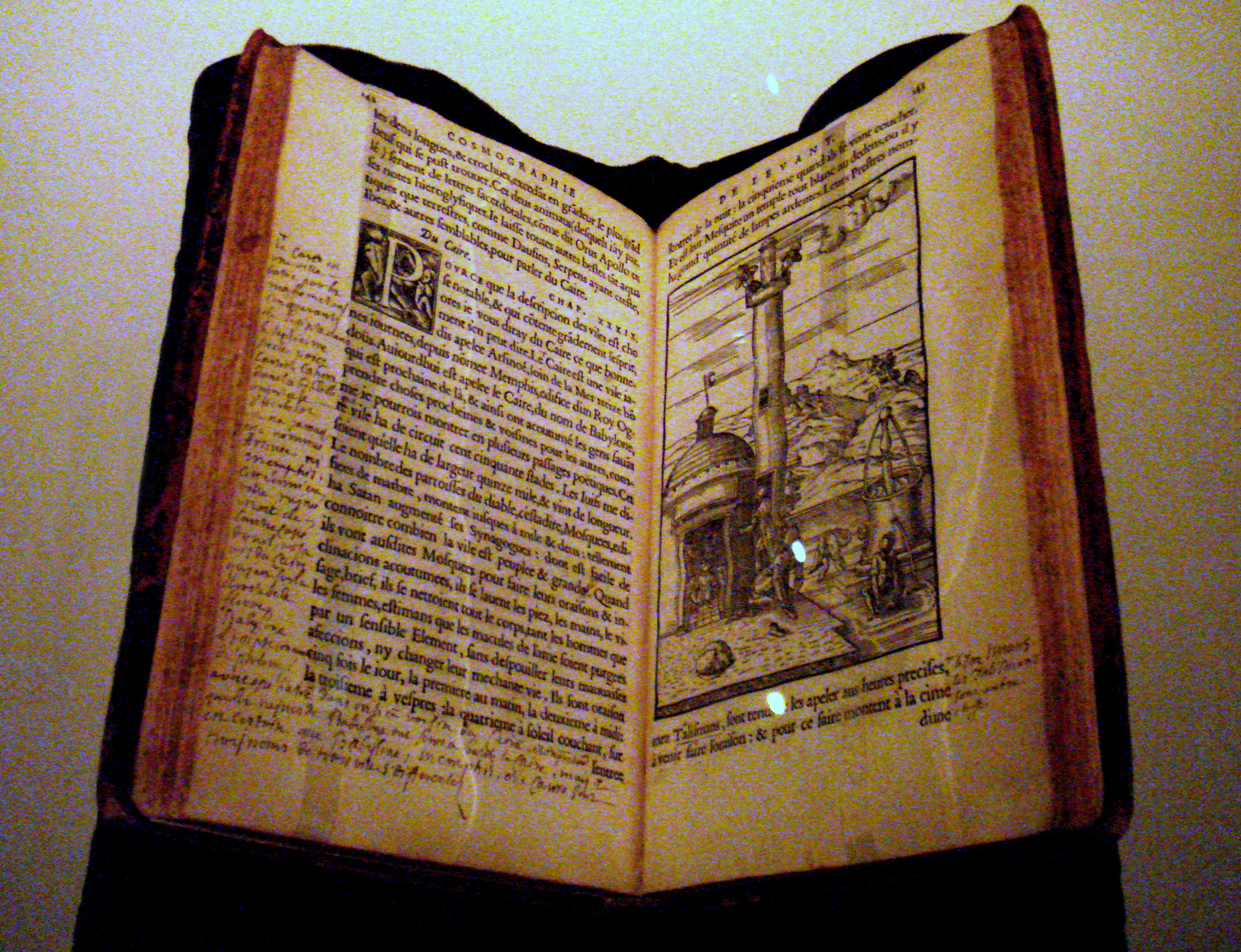
André Thévet, Cosmographie du Levant, 1556, Lyon.

En 1547, le roi de France a envoyé, sous la direction de Gabriel de Luetz, en Turquie, une seconde ambassade incluant de nombreux scientifiques, comme le botaniste Pierre Belon, le naturaliste Pierre Gilles d’Albi, le futur cosmographe André Thevet, le philosophe Guillaume Postel, le voyageur Nicolas de Nicolay, ou le clerc et diplomate Jean de Monluc. Publiées à leur retour en France, leurs conclusions contribuèrent au début du développement de la science en France.

## Regain d'intérêt auXVIIesiècle
Cet afflux de savants et d’hommes politiques qui caractérise la seconde ambassade française ne sera égalé qu’un siècle plus tard sous le règne de Louis XIV, avec la nomination du marquis de Nointel comme ambassadeur de France dans l’Empire ottoman de 1670 à 1679. 
À cette époque, Jean-Baptiste Colbert, alors contrôleur général des finances, était soucieux du retard commercial accusé par la France sur ses voisins. Cette inquiétude poussa le futur secrétaire d’État de la Marine à commanditer différents projets d’explorateurs qui devaient permettre de trouver de nouveaux débouchés coloniaux pour le Roi-Soleil. Dans ce contexte, de nombreux explorateurs reçurent du financement de la Couronne pour entreprendre des voyages en Orient.

## Études politiques
La connaissance de l’Empire ottoman a permis aux philosophes français de faire des études comparatives entre les systèmes politiques des différentes nations. L’un des premiers de ces théoriciens, comme Jean Bodin, a déclaré son admiration pour la puissance et le système administratif de l’Empire ottoman. Il a érigé en modèle la frugalité turque, le système ottoman de punitions du pillage et la promotion au mérite chez les janissaires. Les œuvres comparatives du XVIIIe siècle comme L’Espion Turc ou les Lettres persanes reprendront ces points de vue.

## Arts
L’Empire ottoman a servi de thème ou d’arrière-plan à des romans et des tragédies françaises. La publication de La Soltane, tragédie soulignant le rôle de Roxelane dans l’exécution du fils aîné de Suleiman, Mustapha, en 1553,, par Gabriel Bounin en 1561, marque l’apparition des Ottomans sur la scène française. La mode des turqueries et des chinoiseries a influé un large éventail d’arts décoratifs.

## Études orientales

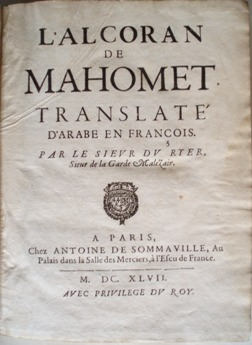
Le premier Coran à être traduit dans une langue vernaculaire : L'Alcoran de Mahomet, par André du Ryer 1647.

Les études orientales se sont poursuivies, vers la fin du XVIe siècle, en particulier avec le travail de Savary de Brèves, également ancien ambassadeur français à Constantinople. Parlant turc et arabe, de Brèves était célèbre pour sa connaissance de la culture ottomane. Grâce à ses efforts, des capitulations furent signées entre Henri IV et le sultan Ahmet Ier le 20 mai 1604, donnant un avantage marqué au commerce français, contre celui des Anglais et des Vénitiens. Ces capitulations reconnaissaient également la protection du roi de France sur Jérusalem et la Terre Sainte. Brèves voulait établir une imprimerie arabe pour, selon lui, présenter les études orientales en France. Il fit fondre des caractères types arabe, turcs, persans et syriaques lorsqu’il était à Istanbul. Il a également rapporté une grande collection de manuscrits orientaux en France. Ces excellents types faisaient suite à ceux de Guillaume Le Bé à la fin du XVIe siècle.

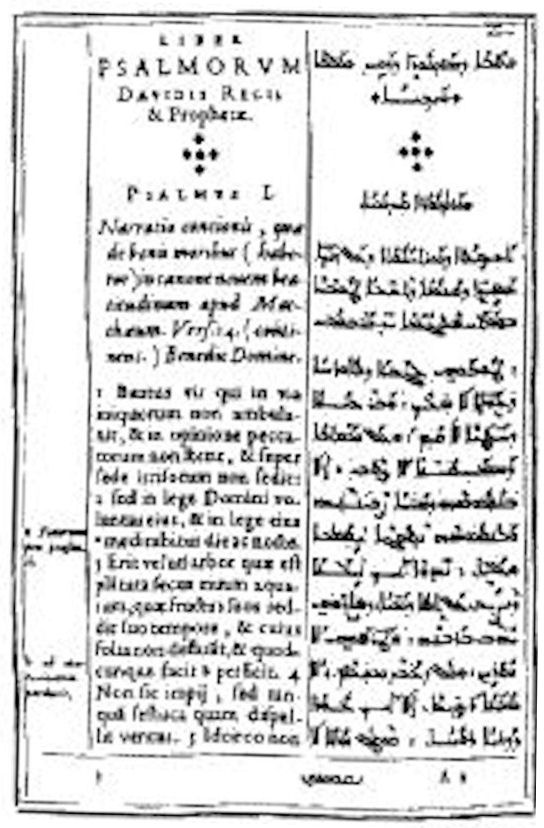
Psautier latino-syriaque de Gabriel Sionita 1625, imprimé par Antoine Vitré avec les fontes de caractères de François Savary de Brèves.

Lorsqu’il était à Rome, il a créé une maison d’édition, la Typographia Savariana, où il a imprimé, en 1613, une édition latino-arabe bilingue d’un catéchisme du cardinal Bellarmin, ainsi qu’une version arabe du livre des Psaumes, en 1614,. Pour le travail de rédaction et les traductions, de Brèves a eu recours aux services de deux prêtres maronites libanais, Gabriel Sionita (Jibrā’īl AS-Ṣahyūnī) et Victor Scialac (Nasrallah Shalaq al-'Āqūrī), anciens élèves du Collège maronite.
En 1610-1611, l’émissaire marocain en France, Al-Hajari, s’est entretenu avec l’orientaliste Thomas Erpenius en septembre 1611 dans Paris, et lui a enseigné de l’arabe classique. Grâce à Erpenius, Al-Hajari a également rencontré l’arabisant Étienne Hubert d’Orléans, qui avait été médecin de la cour du Marocain Ahmad al-Mansur à Marrakech, de 1598 à 1601.
Un protégé de Savary de Brèves, André Du Ryer a publié la toute première traduction du Coran dans une langue vernaculaire, L’Alcoran de Mahomet (1647), et publié la première œuvre de littérature persane en Occident, Gulistan (1634).
Selon McCabe, l’orientalisme a joué un rôle clé « dans la naissance de la science et de la création de l’Académie des sciences ».

## Développement du commerce

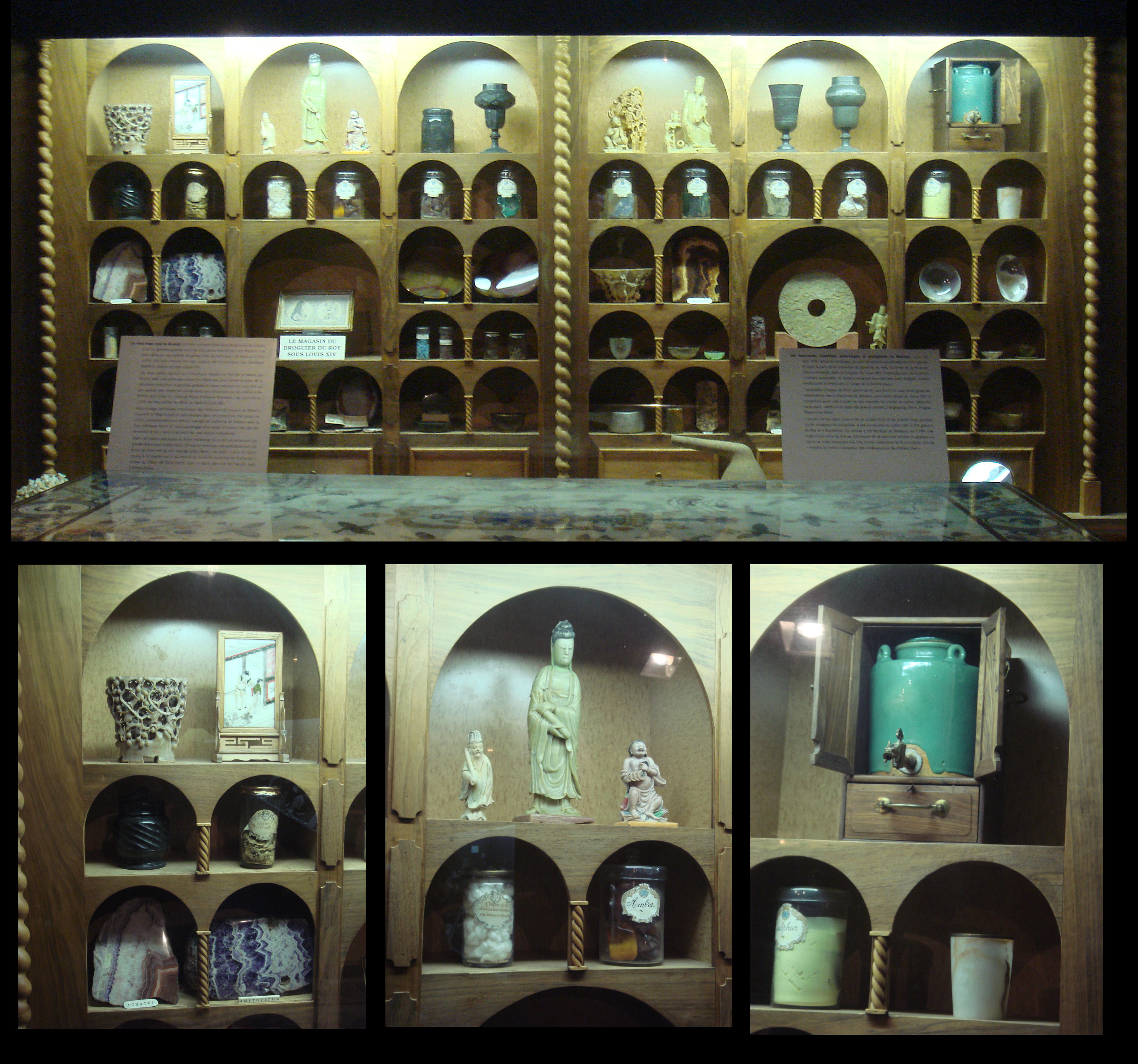
Pharmacie de Louis XIV, avec de nombreux objets orientaux. Muséum national d’histoire naturelle, Paris.

La France a commencé à ouvrir de nombreux consulats dans tout le royaume ottoman, à Tripoli, Beyrouth, Alexandrie, et Chios. Un commerce intense, centré sur la ville de Marseille, « la porte de l’Orient », a également commencé à se développer. En Égypte, le commerce français était primordial, et Marseille importait en grandes quantités du linge de maison, des tapis, des colorants, des peaux, du cuir ou des cires. En 1682, le sultan du Maroc, Moulay Ismail, après l’ambassade de Mohammed Tenim, accepta des établissements consulaires et commerciaux, et de nouveau, en 1699, l’ambassadeur Abdallah bin Aisha fut envoyé à Louis XIV.
En 1607, une ambassade ottomane fut envoyée à Louis XIII. En 1669, Mehmed IV envoya Müteferrika Süleyman Aga à Louis XIV. Cet ambassadeur fit sensation à la cour et lança une mode pour tout ce qui était turc. L’Orient a fini par avoir une forte influence dans la littérature française, comme environ 50 % des guides de voyage français au XVIe siècle étaient consacrés à l’Empire ottoman. À Paris, Suleiman a monté une maison de luxe où l’on proposait du café à la société parisienne, avec des serveurs habillés en style ottoman. Les réactions enthousiastes ont lancé la mode du café,. Des cafés à la mode sont nés, comme le célèbre café Procope, le premier café-boutique de Paris, en 1689. Il est devenu à la mode de porter des turbans et des caftans et s’asseoir sur des tapis et des coussins dans la haute société française.

## Fabrication de produits de luxe « orientaux » en France
La mise en place de solides relations diplomatiques et commerciales avec l’Empire ottoman par les Capitulations a permis aux Français l’achat de produits de luxe tels que les tapis à poils noués du Levant et de Perse. Henri IV a tenté de contrer cette perte de capitaux français et l’effondrement de l’art du luxe dans la violence des guerres de Religion en fournissant des ateliers aux artisans pour tenter de développer des industries de luxe susceptibles de remplacer les importations françaises. Louis XIII et Louis XIV ont poursuivi ces efforts de développement d’une industrie française du luxe.

## Fabrication de la soie
Henri IV est le premier à avoir tenté de produire des substituts aux produits de luxe orientaux en expérimentant la plantation de mûriers dans le jardin du Palais des Tuileries. La fabrication de la soie allait finir par devenir l’un des principaux secteurs de la France au XIXe siècle et l’une des principales raisons du développement des relations entre la France et le Japon au XIXe siècle.
Au cours du XVIIe siècle, d’importatrice, la France est devenue exportatrice nette de soie, par exemple l’expédition de soie d’une valeur de 30 000 livres sterling à l’Angleterre pour la seule année 1674.

## Fabrication de tapis turc
La plus prestigieuse des manufactures européennes de tapis à poils noués était celle de la Savonnerie. Établie en 1615 dans une ancienne usine de savon sur le quai de Chaillot en aval de Paris par Pierre Dupont, qui revenait du Levant et écrit La Stromatourgie, Ou Traité de la fabrication des tapis de Turquie (Paris, 1632), elle a connu son apogée vers 1650-1685. En vertu d’un privilège de dix-huit ans, le monopole a été accordé par Louis XIII en 1627 à Pierre Dupont et à son ancien apprenti Simon Lourdet, fabricants de tapis « à la manière de la Turquie ». Jusqu’à 1768, les « tapis de la Savonnerie » sont restés la propriété exclusive de la Couronne et ont compté parmi les plus magnifiques des cadeaux diplomatiques français.

## Porcelaine chinoise

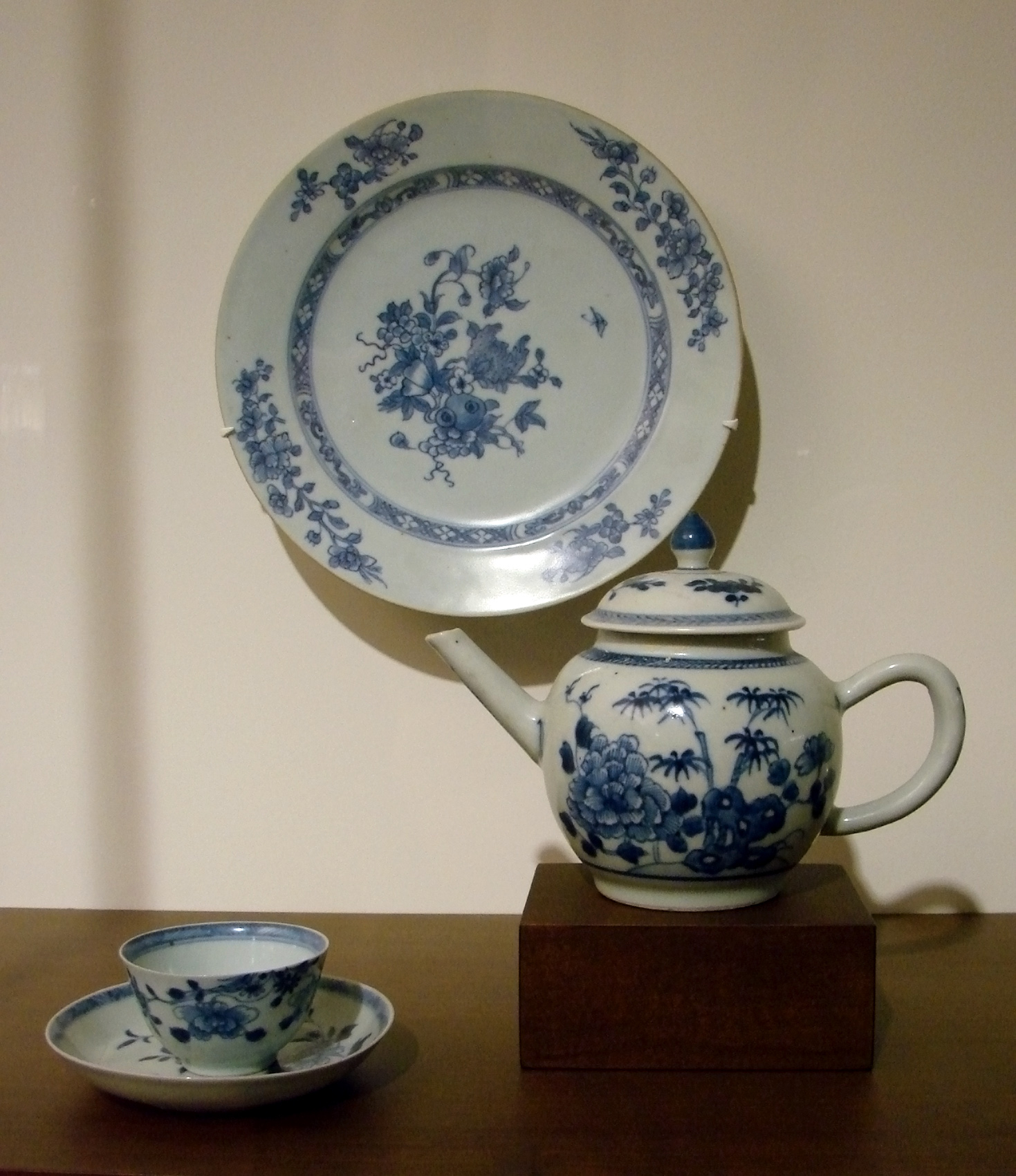
Porcelaine chinoise d’exportation du XVIIIe siècle, Musée Guimet, Paris.

Longtemps importée de Chine, la porcelaine était un luxe très cher et recherché. D’énormes quantités d’or ont été employées pour payer pour les porcelaines chinoises, et de nombreuses tentatives ont été faites afin de les reproduire. C’est à la manufacture de Nevers qu’a été produite pour la première fois en France de la vaisselle bleue et blanche de style chinois, grâce à la technique de la faïence. La production a duré de 1650 à 1680. La cour collectionnant la porcelaine chinoise depuis l’époque de François Ier, Colbert ouvrit en 1664 la Manufacture royale de Saint-Cloud dans le but de produire des « contre-façons » « dans le style indien ».
La France a été l’un des premiers pays européens à imiter la porcelaine chinoise dure de grande valeur en produisant en 1673, à la manufacture de Rouen, la porcelaine tendre, en particulier la fritte qui, pour cette raison, a été connue sous le nom de « Porcelaine française ».

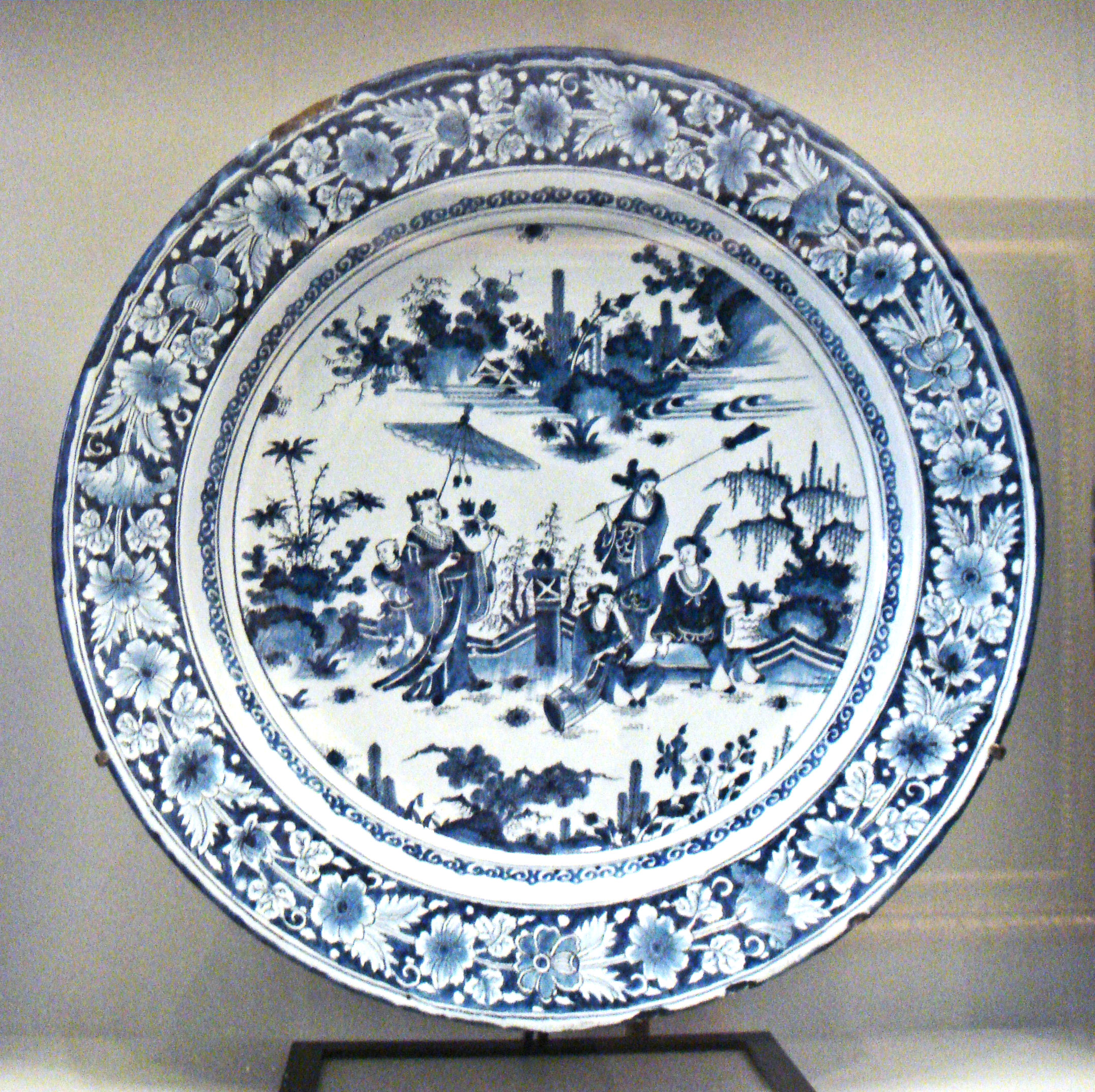
Adaptation française: céramique bleu et blanc avec la scène chinoise, Nevers manufacture, en France, 1680-1700.

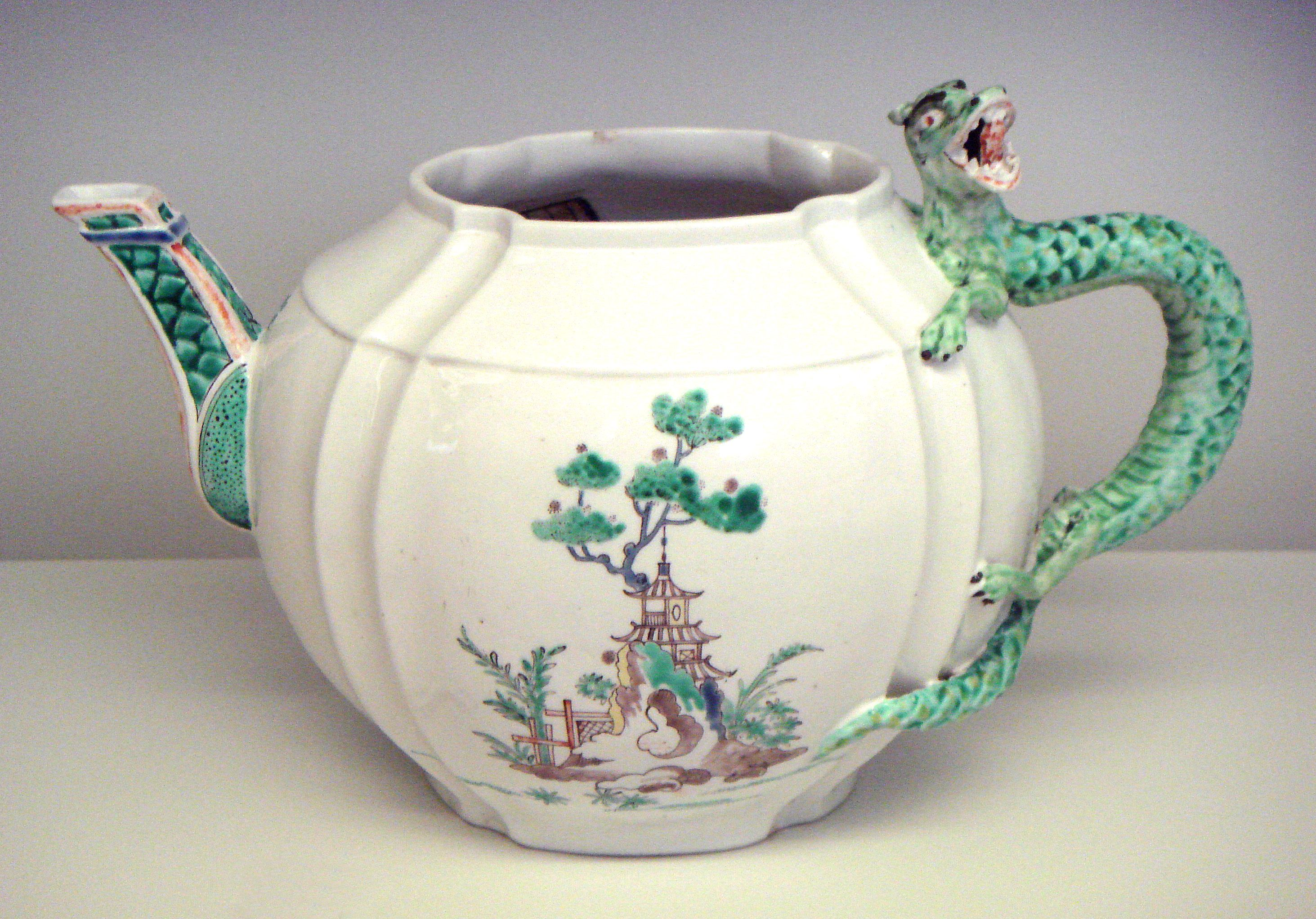
Théière en porcelaine tendre de Chantilly, 1735-1740.

Ce n’est cependant qu’à travers les efforts du jésuite François-Xavier d'Entrecolles entre 1712 et 1722 que la France a découvert la technique chinoise de la porcelaine dure. En 1686, Louis XIV avait reçu 1 500 pièces de porcelaine de l’ambassade siamoise en France, mais le secret de fabrication en était demeuré impénétrable. Le fabricant de porcelaine anglais Josiah Wedgwood peut aussi avoir été influencé par la lettre du Père d’Entrecolles et sa description des méthodes chinoises de production de masse. Après cette période initiale, jusqu’à la fin du XVIIIe siècle, les manufactures de porcelaine française devaient progressivement abandonner leurs motifs chinois pour se franciser.

## Textiles : siamoises et indiennes
La noblesse française avait adopté avec enthousiasme les échantillons de multicolores textiles ikat thaïlandais apportés par l’ambassade siamoise à la Cour de France en 1686 pour devenir les « toiles flammées » ou les « siamoises de Rouen », souvent avec des motifs bleus et blanc à carreaux. Après la Révolution française et sa prévention contre le luxe étranger, ces textiles ont pris le nom de « toile des Charentes » ou de « coton de Provence ».
Les textiles importés d’Inde, les types de calicots colorés appelés « indiennes », ont également été largement adoptés et fabriqués, en particulier à Marseille, mais il y avait des difficultés à obtenir des colorants comparables, en particulier la garance rouge.

## Littérature
La littérature française a également subi l’influence de l’Orient. La première version française des Mille et Une Nuits a paru en 1704. L’Orient a été, pour les écrivains français, un moyen d’enrichir leur œuvre philosophique et un prétexte pour se livrer à des commentaires sur l’Occident : en 1721, Montesquieu a rédigé ses Lettres persanes, un essai satirique sur l’Occident, et Voltaire s’est servi de l’attrait de l’Orient pour donner Zaïre (1732) et Candide (1759). Les voyageurs français du XVIIe siècle, tels que Jean de Thévenot ou Jean-Baptiste Tavernier visitaient régulièrement l’Empire ottoman.
Les œuvres de Confucius ont été traduites dans les langues européennes par l’intermédiaire des savants jésuites en poste en Chine. Matteo Ricci a commencé à rapporter les pensées de Confucius et, en 1687, le père Prospero Intorcetta a publié la vie et les œuvres de Confucius en latin. On pense que ces travaux ont une importance considérable sur les penseurs européens de l’époque, en particulier chez les déistes et d’autres groupes philosophiques du siècle des Lumières intéressés par l’intégration du système moral de Confucius dans la civilisation occidentale,.
La diversité des croyances religieuses devenait impossible à ignorer. Comme l’a écrit Herbert dans De Religione laici (1645) :
À l’évidence, beaucoup de fois ou de religions existent ou ont autrefois existé dans divers pays et à diverses époques, et il n’en est aucune que les législateurs n’aient prononcé comme divinement ordonnée, de sorte que le voyageur en trouve une en Europe, l’autre en Afrique, et en Asie, encore une autre dans les Indes mêmes.

## Arts visuels
Les premières grandes défaites de l’Empire ottoman à la fin du XVIIe siècle, contribuèrent à réduire la menace que ressentaient les Européens. Il en a résulté un engouement artistique pour tout ce qui était turc, tout comme il y avait une mode pour ce qui était chinois. Les turqueries et les chinoiseries devaient devenir des composants constitutifs du style rococo. L’orientalisme a commencé à devenir très populaire, d’abord avec les œuvres de Jean-Baptiste van Mour, qui avait accompagné l’ambassade de Charles de Ferriol à Istanbul 1699 et y est resté jusqu’à la fin de sa vie en 1737, et plus tard avec les œuvres de Boucher et Fragonard.

## Impact culturel
Selon l’historienne américaine Baghdiantz McCabe, l’orientalisme prémoderne a profondément marqué la culture française et lui a donné un grand nombre de ses caractéristiques modernes. Dans le domaine de la science, elle a souligné « le rôle de l’orientalisme dans la naissance de la science et de la création de l’Académie française des sciences ». Dans le domaine artistique, sur les actions entreprises en faveur de la mode par Louis XIV, en contrastait avec l’austérité de la mode espagnole : « L’ironie est que l’adoption de la splendeur vestimentaire orientale par la cour a donné lieu à la création de la « francité » à travers la mode, qui est devenue une définition générale qui a pénétré la barrière des classes ».